# Scarabeo 9 (schip, 2011)
De Scarabeo 9 is een halfafzinkbaar platform dat in 2011 werd gebouwd door Yantai Raffles voor Saipem. Het werd voltooid bij Keppel FELS in Singapore. Het D90-ontwerp van Frigstad bestaat uit twee pontons met elk twee kolommen met daarop het werkdek.

## D90-serie
| Naam          | Werf                         | Jaar | IMO-nummer |
| ------------- | ---------------------------- | ---- | ---------- |
| Scarabeo 9    | Yantai Raffles / Keppel FELS | 2011 | 9480423    |
| Blue Whale I  | Yantai CIMC Raffles Shipyard | 2017 | 9684081    |
| Blue Whale II | Yantai CIMC Raffles Shipyard | 2017 | 9684093    |